# Partido de Almería
Partido de Almería (PAL) és un partit polític espanyol d'àmbit provincial almerienc. Va ser fundat pel seu actual president, Juan Enciso, alcalde d'El Ejido, després de la seva sortida del Partit Popular. El Partido de Almería va ser inscrit en el Registre de Partits Polítics del Ministeri de l'Interior el 29 de juliol de 2005. Des de la seva fundació, s'ha presentat a tots els comicis que han tingut lloc a Almeria. A les municipals de 2007, va obtenir 22.504 vots (7,98% en tota la província), que es van traduir en 61 regidors i majoria absoluta en cinc municipis, El Ejido, Alboloduy, Dalías, Olula de Castro i Urrácal. Amb els resultats municipals, el PAL es va adjudicar dos diputats provincials a la Diputació Provincial d'Almeria, on governa en coalició amb el PSOE (que té dotze diputats, enfront dels dotze del PP i un d'Esquerra Unida). A les eleccions generals de 2008 va obtenir 8.333 vots (2,62% en la província d'Almeria). En les autonòmiques andaluses, va obtenir 14.805 vots (4,67%).